# Antoni Vicens i Ribot
Antoni Vicens i Ribot (Pollença, 1841 - Palma, 10 d'octubre de 1922) fou un compositor mallorquí les obres del qual tingueren un gran ús a les esglésies de Mallorca gràcies a la seva senzillesa, que les feia accessibles als feligresos no formats musicalment.
Pel que sabem, compongué únicament música vocal, amb textos de Jacint Verdaguer, Joan Alcover, Marian Aguiló i Miquel Costa i Llobera entre d'altres.
Algunes de les seves obres foren editades per Ildefonso Alier.
El 1914 posà música a Cercant l'amic a l'amat, amb text de Picó i Campamar, obra composta per la celebració del centenari de Ramon Llull.
Es conserven obres seves al Centre Eucarístic de Mallorca i al CdE (Arxiu Diocesà de Girona, Fons de la Basílica de Santa Maria de Castelló d'Empúries). El seu fons personal fou donat al seminari on estudià després de la seva mort.